# Уфимские паромные переправы

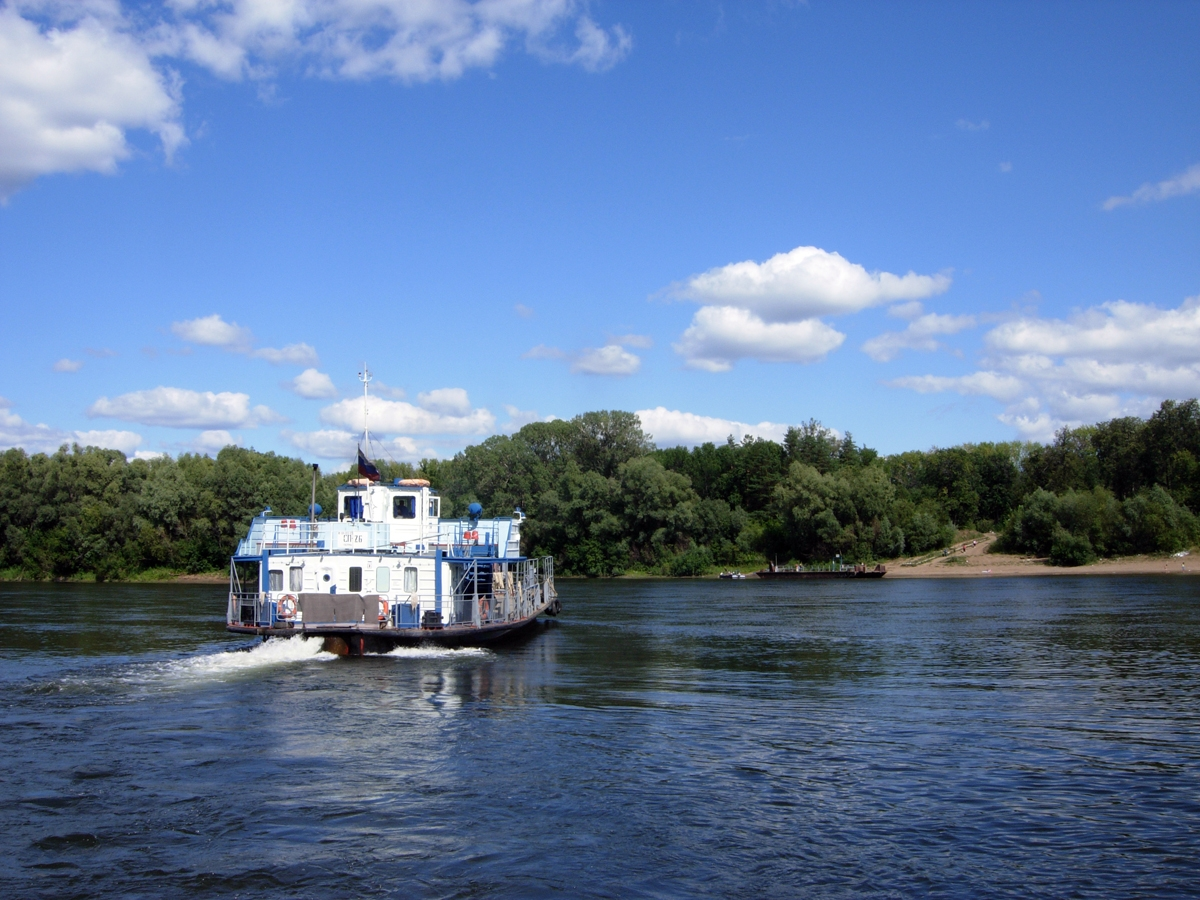
Переправа через реку Уфу у «Трамплина»

Уфимские паромные переправы — паромные переправы в городе Уфе, предназначенные для транспортировки грузов, пассажиров и транспортных средств через реки Белую и Уфу. Паромы, обслуживаемые МБУ «Служба речных переправ г. Уфы», остаются очень востребованным видом транспорта. Датой образования учреждения считается 12 июня 1946 года.
Работают паромы с конца апреля до середины октября (в зависимости от погодных условий, уровня воды, пассажиропотока).

## Местонахождение
Всего в Уфе функционируют шесть паромных переправ.

### На реке Белой
- Козарез

Находится на 2202,1 — 2202,7 км реки Белая от Южного порта г. Уфы, выходит на улицу Рижская, микрорайон Нижегородка, территориально — Ленинский район города Уфы.
- Верхняя Чесноковка

Находится на 12,75 — 13,15 км реки Верхняя Белая от устья реки Уфы, выходит на кафе «ОТДЫХ» на автодороге Уфа-Аэропорт, территориально — Кировский район города Уфы.

### На реке Уфе
- ДОК

Находится на 22,8 — 23,1 км реки Уфа от устья, выходит на Транспортную улицу (Инорс), территориально — Калининский район города Уфы.
- Трамплин

Находится на 12,1 км реки Уфа от устья, выходит на улицу Менделеева в районе лайфстайл-центра «Башкирия», территориально — левый берег Кировский район города Уфы, правый берег Октябрьский район города Уфы.
Для спуска и подъёма действует Уфимская канатная дорога.
- Дудкино (Дудкинская переправа)

Находится на 10,3 — 10,4 км реки Уфа от устья, выходит на улицу Менделеева в районе ВДНХ, территориально — левый берег Кировский район города Уфы, правый берег Советский район города Уфы.
- Сипайлово

Находится на 16,8 км реки Уфа от устья, выходит на пересечение улиц Набережной и М. Рыльского, территориально — Октябрьский район г. Уфы.
В обычные дни их обслуживает шесть судов. В выходные, учитывая высокий пассажиропоток, на ДОКе запускают дополнительный паром, чтобы успеть перевезти всех желающих.

## История
Для города, окружённого полноводными реками с востока, юга и запада, всегда особое значение имела возможность надёжной переправы на другой берег. Всего существовало 8 речных переправ.
Поэтому весной и летом единственным средством связи горожан с внешним миром были обычные плавучие средства — паромы и лодки. В южные районы уфимцы ехали через Оренбургскую переправу, на запад — через Вавиловскую, на юго-запад — через Стрешневскую, на север — через Сафроновскую переправу (все через реку Белую). На восток путь лежал через реку Уфу через Дудкинскую, Каменную и Шакшинскую переправы.

### Оренбургская переправа
Находилась на месте, где сейчас находится мост через реку Белую. Названа по имени Оренбургского тракта. Закрыта в 1956 году.

### Стрешневская переправа (Стрешнев перевоз)
Названа по существовавшей деревне Стрешневой на реке Белой. Располагалась в юго-западной части Уфы (современная Нижегородка). Закрыта в начале 18-го века.

### Вавиловская (Деревенская) переправа
По одной из версий, переправа названа по имени одного из местных жителей, по другой версии название переправы связано с именем помещика Вавилова, которому принадлежала когда-то небольшая деревенька на левом берегу реки Белой (современный Затон). В городе сохранилась улица Деревенская Переправа в Нижегородке, которая вела к переправе.

### Сафроновская переправа
Названа по имени белебеевского купца Ф. С. Софронова, имевшего здесь свои лабазы и причал (Сафроновская пристань) для грузовых судов-барок. Сейчас на этом месте находится Затонский мост. Закрыта в конце 1960-х годов.

### Шакшинская (Ураковская) переправа
Названа по деревне Ураково (современная Шакша). Дорога шла из села Богородского (современный Инорс). Заменила собой Дудкинскую переправу, после прокладки Старо-Сибирского тракта.

### Дудкинская переправа (Дудкин перевоз)
Названа в честь уфимского стрельца Антоши Дудки. Антошка Дудка написал челобитную царю Алексею Михайловичу с просьбой дать право устроить перевоз. С 1676 по 1679 годы он держал перевоз и корчму. После, на левом берегу реки Уфы возник хутор Дудкино, которая в 1908 году стала деревней. Дудкинская паромная переправа существует и сейчас, и используется садоводами. Закрывалась в конце 17-го века. Вновь была открыта в 1930-х годах.

### Каменная переправа
Через реку Уфу находилась недалеко от места её впадения в Белую. Названа так из-за каменистого крутого правого берега. В 2008 году там был сдан новый мост через реку Уфу, после чего переправа закрылась.

## Стоимость проезда
Стоимость проезда для взрослых, а также детей старше десяти лет — 25 рублей, для льготников — 15 рублей, по Социальной Карте Башкортостана — бесплатно.
Перевозка транспортного средства (возможна только на ДОКе) стоит от 70 до 170 рублей в зависимости от массы автомобиля.

## Статистика
- В 2011 году паромами в Уфе было перевезено 670 тысяч человек, в 2010 году 820 тысяч[9].